# 제2차 이케다 내각 (제3차 개조)
제2차 이케다 제3차 개조내각(일본어: 第2次池田第3次改造内閣)은  이케다 하야토가 제59대 내각총리대신으로 임명되어, 1963년 7월 18일부터 1963년 12월 9일까지 존재한 일본의 내각이다.

## 개요
이 내각 아래에서 1963년 10월 23일에 중의원 해산이 집행되면서 이것에 의한 제30회 중의원 의원 총선거가 11월 21일에 치러졌다. 또, 총선거 기간 중인 11월 9일에 일본국유철도 요코스카 선 쓰루미 사고와 미쓰이 미이케 탄광 폭발 사고 등의 2대 대형 참사가 일어나면서 후에 “피로 물든 토요일”라고 일컬어지는 사건이 됐다.
총선거 투표일 직후인 11월 23일에는 미국 대통령 존 F. 케네디가 암살되는 사건이 발생하면서 이케다 하야토 총리가 존 F. 케네디의 장례식 참석을 위해 미국을 방문했다.

## 각료
- 내각총리대신 - 이케다 하야토(이케다파)
- 법무대신 - 가야 오키노리(구 기시파)
- 외무대신 - 오히라 마사요시(이케다파)
- 대장대신 - 다나카 가쿠에이(사토파)
- 문부대신 - 나다오 히로키치(이시이파)
- 후생대신 - 고바야시 다케지(참의원 의원)
- 농림대신 - 아카기 무네노리(가와시마파)
- 통상산업대신 - 후쿠다 하지메(오노파)
- 운수대신 - 아야베 겐타로(후지야마파)
- 우정대신 - 고이케 신조(참의원 의원)
- 노동대신 - 오하시 다케오(이케다파)
- 건설대신, 긴키권 정비 장관, 수도권정비위원회 위원장 - 고노 이치로(고노파)
- 자치대신, 국가공안위원회 위원장 - 하야카와 다카시(미키파)
- 행정관리청 장관 - 야마무라 신지로(고노파)
- 홋카이도 개발청 장관, 과학기술청 장관 - 사토 에이사쿠(사토파)
- 방위청 장관 - 후쿠다 도쿠야스(오노파)
- 경제기획청 장관 - 미야자와 기이치(참의원 의원, 이케다파)
- 내각관방장관 - 구로가네 야스미(이케다파)
- 총리부 총무장관 - 노다 다케오(고노파)
  - 내각법제국 장관 - 하야시 슈조
  - 내각관방부장관(정무) - 구사노 이치로베이(1963년 7월 30일 ~ )
  - 내각관방부장관(사무) - 호소야 기이치
  - 총리부 총무부장관 - 후루야 도루

## 정무 차관
제2차 이케다 내각 제2차 개조내각의 정무 차관이 1963년 7월 30일에 퇴임하면서 같은 날에 새로운 정무 차관을 임명했다.
- 법무 정무 차관 - 아마노 료키치
- 외무 정무 차관 - 이토 고로
- 대장 정무 차관 - 고케쓰 야조·사이토 구니키치
- 문부 정무 차관 - 야기 데쓰오
- 후생 정무 차관 - 스나하라 가쿠
- 농림 정무 차관 - 마쓰노 고이치·니와 효스케
- 통상 산업 정무 차관 - 다나카 에이이치·하야시 히로시
- 운수 정무 차관 - 다나베 구니오
- 우정 정무 차관 - 가네마루 신
- 노동 정무 차관 - 구라우치 슈지
- 건설 정무 차관 - 가모다 소이치
- 자치 정무 차관 - 가네코 이와조
- 행정 관리 정무 차관 - 가와카미 다메지
- 홋카이도 개발 정무 차관 - 이가와 이헤이
- 방위 정무 차관 - 이하라 기시타카
- 경제 기획 정무 차관 - 구라나리 다다시
- 과학 기술 정무 차관 - 가시마 도시오

## 자유민주당 당3역
한편, 내각 개조에 따르면서 자민당의 임원 개선이 이뤄졌다.
- 부총재 - 오노 반보쿠(오노파)
- 간사장 - 마에오 시게사부로(이케다파)
- 총무회장 - 후지야마 아이이치로(후지야마파)
- 정무조사회장 - 미키 다케오(미키파)

## 참고 문헌
- 하타 이쿠히코 편 《일본 관료제 종합 사전 : 1868 ~ 2000》(도쿄 대학 출판회, 2001년)